# لنا رودستروم باستاد
لنا رودستروم باستاد (سوئدی: Lena Rådström Baastad؛ زادهٔ ۴ آوریل ۱۹۷۴) سیاستمدار اهل سوئد از حزب سوسیال دموکرات سوئد.باستاد از اوت ۲۰۱۶ دبیر حزب کارگران سوسیال دموکرات سوئد بود. وی قبل از این شهردار بخش اوربرو بوده‌است.